# Station d'accueil
Une station d'accueil, ou dock, est un dispositif informatique conçu pour accueillir, à la manière d'un socle, un appareil informatique portable en le branchant, lui offrant ainsi du courant électrique. 
Dans le cas d'un ordinateur portable, elle permet de l'utiliser de façon semblable à un ordinateur de bureau. Elle comporte alors les raccordements nécessaires pour l'alimentation électrique, les périphériques (souris, imprimante...) et éventuellement un écran supplémentaire et un dispositif anti-vol.

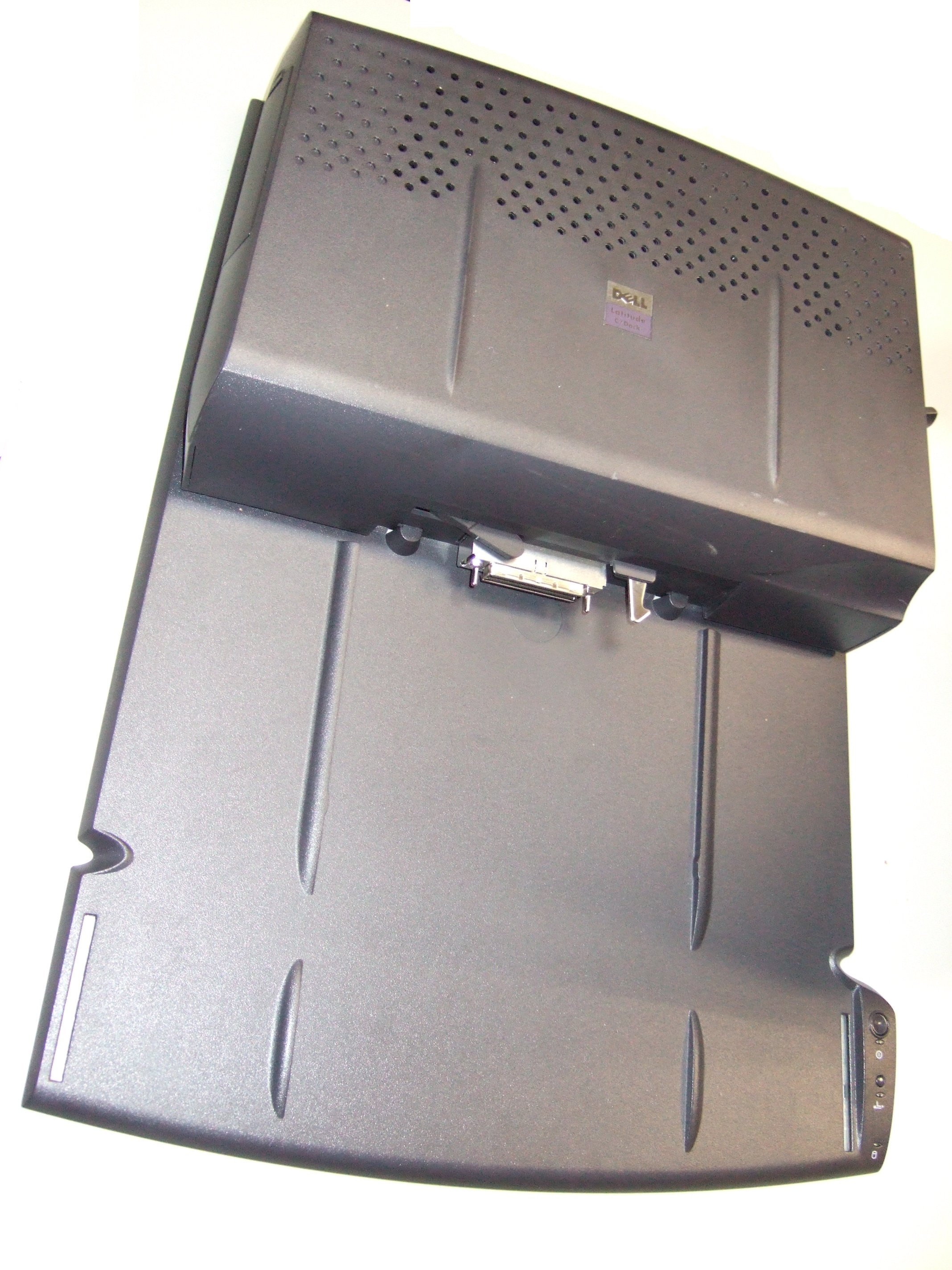
Station d'accueil vide.
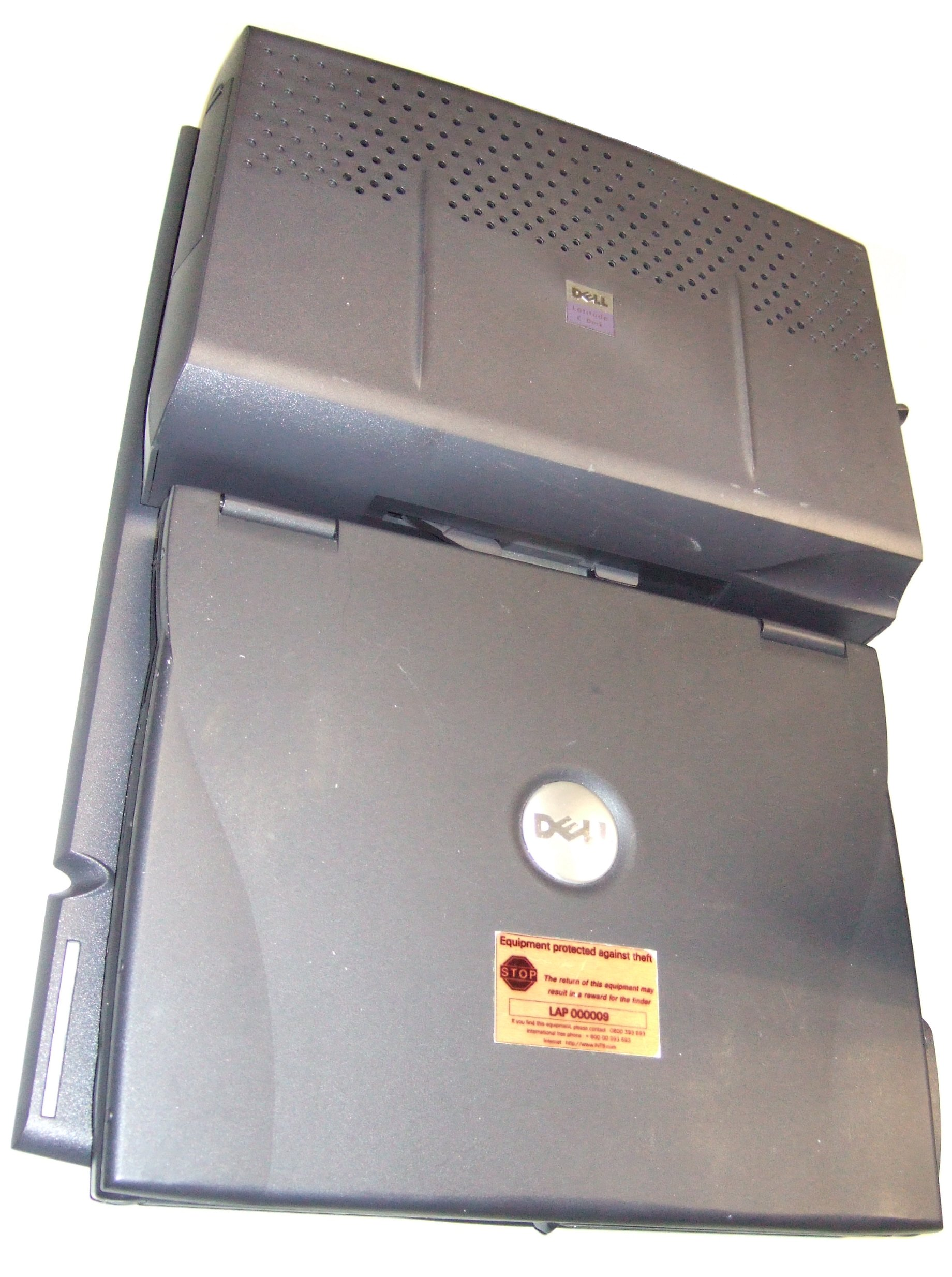
Branchement d'un portable Dell sur la station d'accueil.

Dans le cas des lecteurs de musique portables, tels que les iPod, les smartphones ou les tablettes numériques, elle fait office de haut-parleur.